# Les Miracles du Brahmine
Les Miracles du Brahmine er en fransk stumfilm fra 1900 af Georges Méliès.